# Luis Pereyra

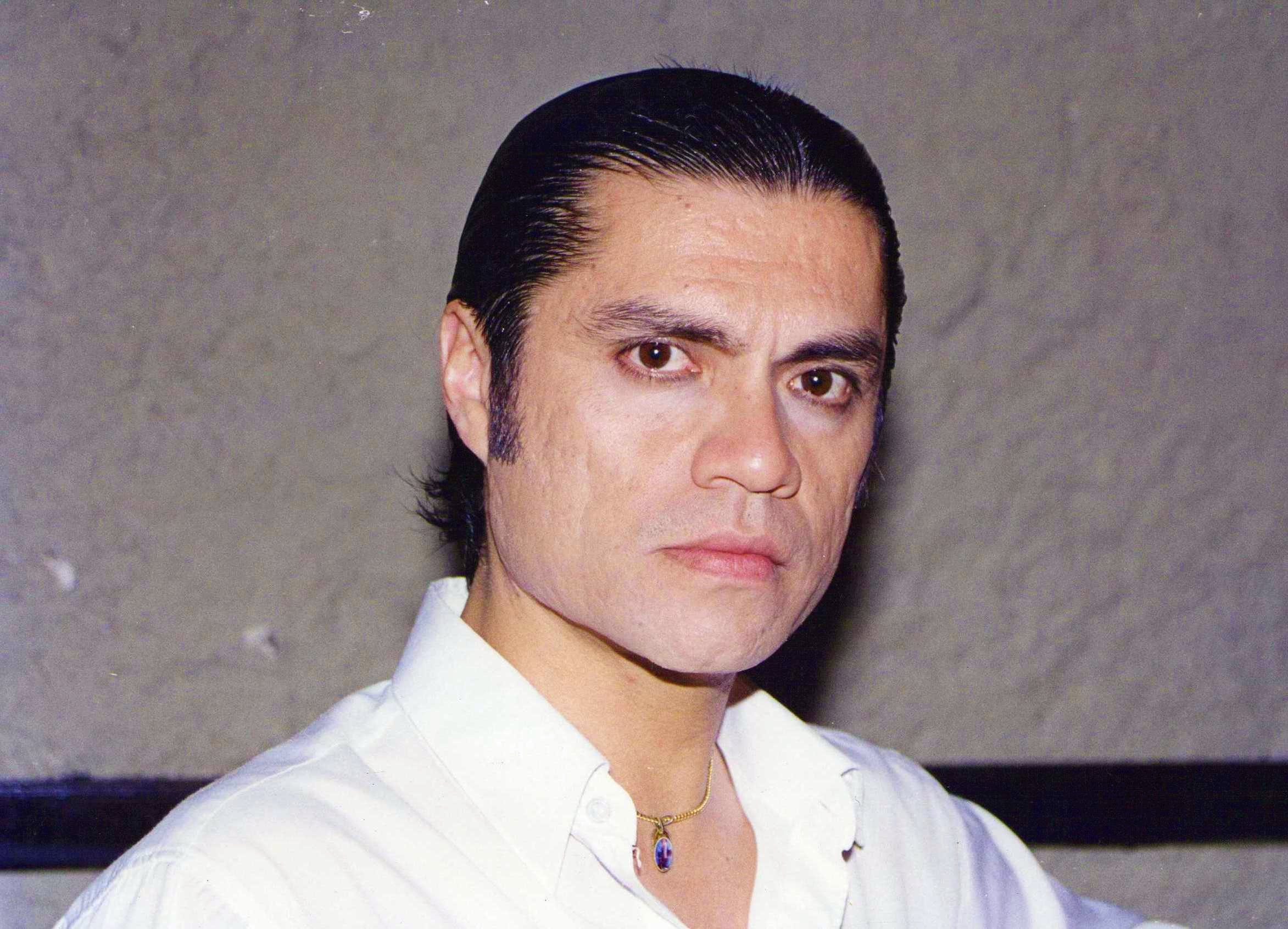
Luis Pereyra (2000)

Luis Pereyra (* 9. Juli 1965 in der argentinischen Provinz Santiago del Estero) ist ein argentinischer Tänzer und Choreograf des Tango Argentino und argentinischer Folklore.

## Leben und Wirken

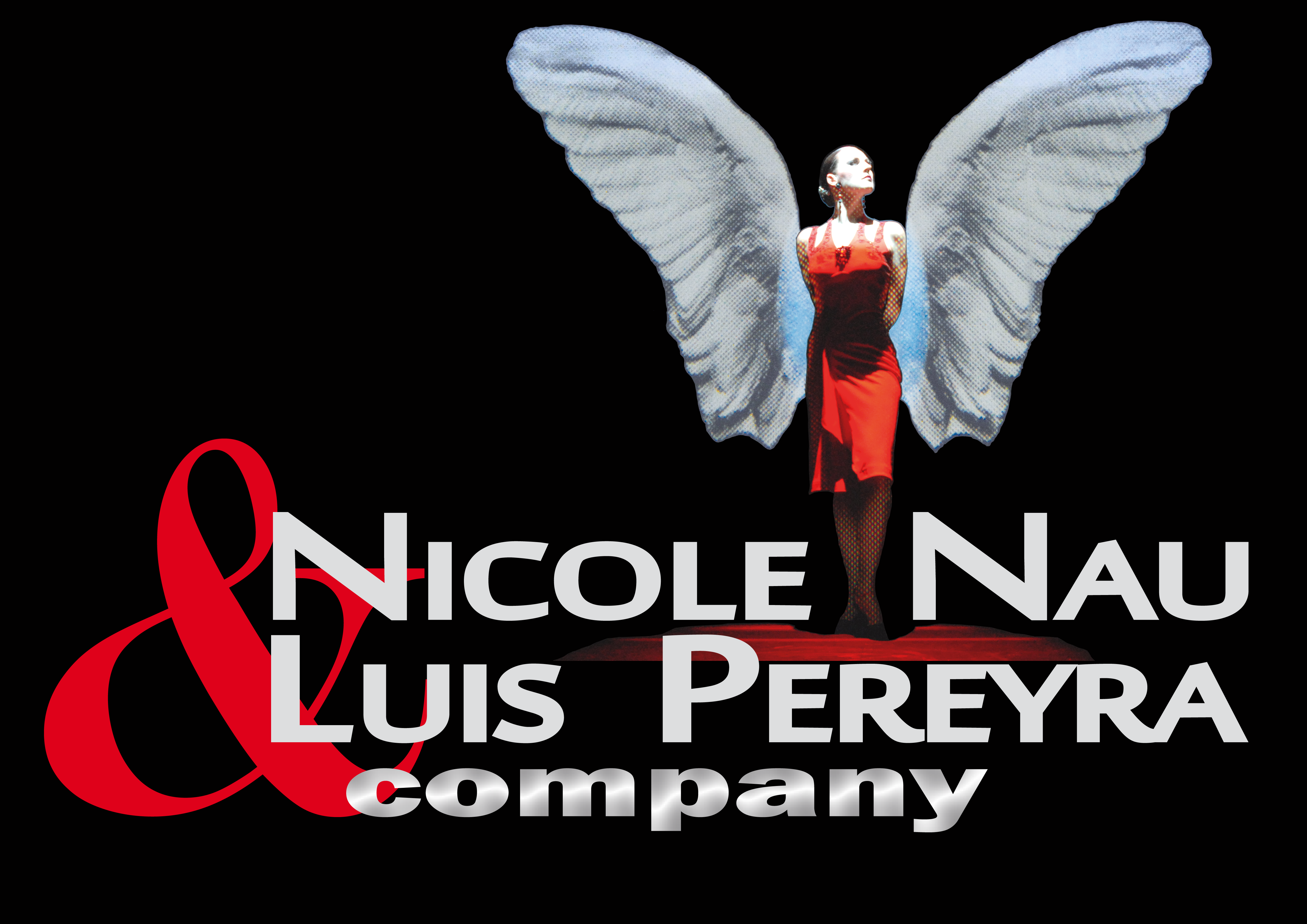
Das Logo der eigenen Kompanie

Luis Pereyra stammt aus einer Arbeiterfamilie. Bereits im Alter von 5 Jahren tanzte er in Folkloregruppen. Im Alter von 11 Jahren trat er als Mitglied des Balletts Argentino unter der Leitung von Mario Machaco und Norma Ré erstmals professionell auf. Seinen ersten Bühnenauftritt hatte er im legendären Caño 14, wo zur selben Zeit der bekannte Bandoneonist Aníbal Troilo auftrat. Später wurde Pereyra Mitglied des Ballett Salta von Marina und Hugo Jiménez. Pereyra studierte Choreografie unter der Leitung von Alfredo Carusso am Teatro Colón und an der Escuela Nacional de Danzas. Er lernte bei Meistern wie Santiago Ayala „El Chúcaro“, Hugo Jiménez, Mario Machaco, Héctor Zaraspe, Irene Acosta, Ana Marini, Wasil Tupin und Mercedes Serrano. Seine Ausbildung umfasst Modern Dance, klassisches Ballett, Jazz Dance, Folklore, Stepptanz und ein Musikstudium.
Pereyra wirkte in zahlreichen Tango-Produktionen mit wie u. a. Forever Tango und Tango Pasión. Von 1987 bis 2000 war er Tänzer und Choreograf in dem von Claudio Segovia und Héctor Orrezoli produzierten Musical Tango Argentino, das im Jahr 2000 für den Tony Award nominiert wurde. 2001 übernahm er den Solopart in der Oper Orestes – Last Tango unter der Leitung des Choreografen Oscar Araiz. Diese Oper wurde für das WMTF Festival Holland produziert. Pereyra erteilte zudem Prinzessin Diana im Buckingham Palace Tango-Unterricht.
Im Laufe seiner Karriere tanzte er an großen Bühnen wie beispielsweise dem Gershwin Theatre am Broadway, dem Théâtre du Châtelet, dem Aldwych Theatre, der Kölner Philharmonie, der Alten Oper Frankfurt und dem Deutschen Theater München. 1994 tanzte er für die Paramount Pictures und wurde durch Al Pacino präsentiert. 1995 teilte er sich am Castro Theatre in San Francisco die Bühne mit Robin Williams und Peter Coyote. Er trat auch in bekannten Tangohäusern Argentiniens auf sowie bei Festivals wie dem Festival Cosquín,Festival Internacional de Tango oder Festival de la Chacarera. Zudem absolvierte er zahlreiche Tourneen durch die USA, Lateinamerika, Europa und Japan.
Pereyras choreografische Arbeit ist geprägt durch seine argentinische Herkunft, er betrachtet die Kultur Argentiniens als Einheit, den Tango Argentino als Teil der argentinischen Folklore. Sein Ziel ist es, alle Tänze Argentiniens, zum Beispiel Tango, Chacarera, Milonga, Milonga Sureña, Zamba, Gato, Baguala, Chamamé und Malambo, den Tanz der Gauchos, auf der Bühne zu vereinen und gleichberechtigt zu präsentieren. Dabei wählt er Kompositionen der originalen argentinischen Musik mit authentischen Instrumenten wie Bandoneon, Cajas oder Bombo leguero.
In seinen Produktionen tanzt Pereyra meist selbst. Seit 2001 arbeitet er mit seiner Partnerin Nicole Nau unter dem Künstlernamen Nicole Nau & Luis Pereyra. Seine 1996 gegründete Kompanie trägt weiterhin den Namen El Sonido de mi Tierra – The Great Dance of Argentina. 2007 übernahm er die künstlerische Leitung der Produktion El Tango bei der Wiedereröffnung des traditionsreichen Café de los Angelitos in Buenos Aires. Zu seinen Werken zählen beispielsweise das Viejo Almacén (2010), Aqui Folklore (2011), VIDA sowie Produktionen seiner Kompanie El Sonido de mi Tierra (deutsch: „Der Klang meiner Erde“). 2016 schuf er die Show Vida! Argentino.

## Auszeichnungen
- 2000: Nominierung für den Tony Awards als Beste Wiederaufnahme eines Musicals für Tango – Argentino (Mitwirkung als Tänzer und Choreograf)[25]
- 2012: Auszeichnung der Produktion Tango Puro Argentino y más! durch den argentinischen Staat als „De Interés Cultural“
- 2016: Auszeichnung der Produktion Vida! Argentino durch den argentinischen Staat als „De alto interés Artistico y Cultural“[26]

## Publikationen (Literatur)
- Nicole Nau & Luis Pereyra: Der Klang meiner Erde. PalmArtPress Verlag, Berlin 2025, ISBN 978-3-96-258-211-1.

## Auftritte und Produktionen (Auswahl)
- 1986: Todo Tango. Mit Mariano Mores – Brasilien, Ecuador, Costa Rica, Mexico
- 1987–2000: Tango Argentino. Musical von Claudio Segovia und Héctor Orezzoli – USA, Kanada, Japan und Europa[27][28]
- 1988: Tango 88. Mit Leopoldo Federico – Japan
- 1990, 1994: Forever Tango –USA[29][30]
- 1991: Tango. Mit Orquesta Juan D’Arienzo – Japan
- 1991: Tango 91. Mit El Sexteto Tango[31]
- 1995, 1999, 2000: Tango Pasión. Mit José Libertella und Sexteto Mayor – Europa-Tournee[32]
- 1998: Tango La Danza De Fuego – Argentinien[33]
- 2001: El Baile. Mit Peteco Carabajal – Buenos Aires, Argentinien
- 2001–2006: Tango en el Viejo Almacén. Traditionelles Tangohaus, Buenos Aires[34]
- 2001: Latin Dance Carnival –Japan[35]
- 2002: Orestes last Tango, Tango Oper – WMTF World Music Theatre Festival, Niederlande, Belgien[36]
- 2003–2005: El Sonido de Mi Tierra – Personalísimo[37][38] – Europa, Argentinien
- 2006: Bailando en Soledad – Tango![39] – Europa, Argentinien
- 2007: Secretos de la Danza… Tango![40] – Europa, Argentinien
- 2007–2010: El Tango, Tangofolklore - Cafe de los Angelitos, Buenos Aires[41]
- 2009: Argentinísima – Julio Márbiz – Los 40 años, Buenos Aires[42]
- 2009: El Color de mi Baile – Europa, Argentinien[43][44]
- 2011: Tango Puro Argentino – Europatournee
- 2011: Aqui Folklore im Teatro Astral, Buenos Aires. Mit unter anderem Nicole Nau, Leopoldo Federico, Julio Márbiz[45][46]
- 2011: Misa Criolla. Rosario, Argentinien (Choreographie, Tanz und Perkussion)[47]
- 2011: 7 Festival Internacional de Tango in Justo Daract, San Luis (Choreographie, Tanz und Künstlerische Leitung für das Viejo Almacén)[48]
- 2012: Festival de la Chacarera, Santiago del Estero
- 2012: Cronica TV – Argentinisima La Peña de Martin Marbiz (künstlerische Leitung)
- 2012: Carabajalazo im City Center Rosario[49]
- 2012: Tango Puro Argentino y más!  Premiere im Centro Cultural Borges, Buenos Aires,[50] Europatournee, Theaterhaus Stuttgart, Konzert Theater Coesfeld (künstlerische Leitung, Choreographie und Künstler)
- 2012: Großveranstaltung in Laferrere mit Chaqueño Palavecino (live Mitschnitt TV C5N)
- 1994, 2013, 2014 Festival Cosquin[51][52]
- 2013: El Sonido de mi Tierra. Premiere im Teatro Sala Siranush, Buenos Aires[53] (Künstlerische Leitung, Choreographie und künstlerische Darbietung)
- 2013: Tour 2013 El Sonido de mi Tierra – The great dance of Argentina.
- 2010–2011,[54] 2013, 2014: El Viejo Almacén (künstlerische Leitung ab Juni 2013)
- 2014, 2015: Europatournee mit der eigenen Produktion VIDA, u. a. Musical Dome Köln, Colloseum Essen, Philharmonie München, Theaterhaus Stuttgart, World Forum Den Haag, Kampnagel Hamburg[55]
- 2017–2019: Europa-Tournee mit Vida! Argentino. Auftritte u. a. im Berliner Admiralspalast,[56] Folies Bergère[57][58]
- 2018: Tanze Tango mit dem Leben. Europatournee[59]
- 2019: Se dice de mi. Europatournee[60]
- 2020–2023: Vida. Auftritte der eigenen Company El Sonido de mi Tierra in Argentinien und Europa
- 2024: Tournee mit VIDA. Auftritte mit eigener Company in Deutschland.
- 2025: Auftritt mit den Würth Philharmonikern Rhythmus und Tanz. Dirigent Claudio Vandelli. Solist Claudio Constantini. Nicole Nau & Luis Pereyra tanzen Verano Porteño, Oblivion und Libertango von Astor Piazzolla und den Boléro de Maurice Ravel.[61]

TV und Film
- 2012: Menschen der Woche, SWR 3
- 2012: Cronica TV – Argentinisima La Peña de Martin Marbiz (künstlerische Leitung des Programms)
- 2013: DAS! Abendmagazin, NDR[62]
- 2013: Das Traumschiff, Auftritte auf der Deutschland
- 2016: Auftritt beim Bayerischen Filmpreis[63]

## CD und DVD
- 2004: Curso de Tango & Folklore Argentino. ICARO Producciones. Nicole Nau & Luis Pereyra
- 2004: El Sonido de mi Tierra. ICARO Producciones. Nicole Nau & Luis Pereyra
- 2007: Bailando en Soledad Tango. DVD zur Aufführung. Nicole Nau & Luis Pereyra
- 2008: Secretos de la Danza. Die Musik zur Show, CD, Nicole Nau & Luis Pereyra
- 2010: Cafe de los Angelitos – El Tango, DVD. Nicole Nau & Luis Pereyra
- 2011: Tango Puro Argentino y Mas, TANGO & MÁS, DVD. Nicole Nau & Luis Pereyra
- 2011: Tango Puro Argentino & Más, DVD, Nicole Nau & Luis Pereyra. Apollo Varieté Theater Düsseldorf. Guido Gayk
- 2012: Tango Puro Argentino & Más, TANGO & MÁS, DVD, Nicole Nau & Luis Pereyra y otros artistas. CCBorges. ICARO
- 2012: El Sonido de mi Tierra, DVD, Nicole Nau & Luis Pereyra. Lünen Stadttheater. CAMEO
- 2012: Nuestro Tango, Video de enseñanza, DVD, Nicole Nau & Luis Pereyra. Guido Gayk